# テネシー州制100周年記念万国博覧会

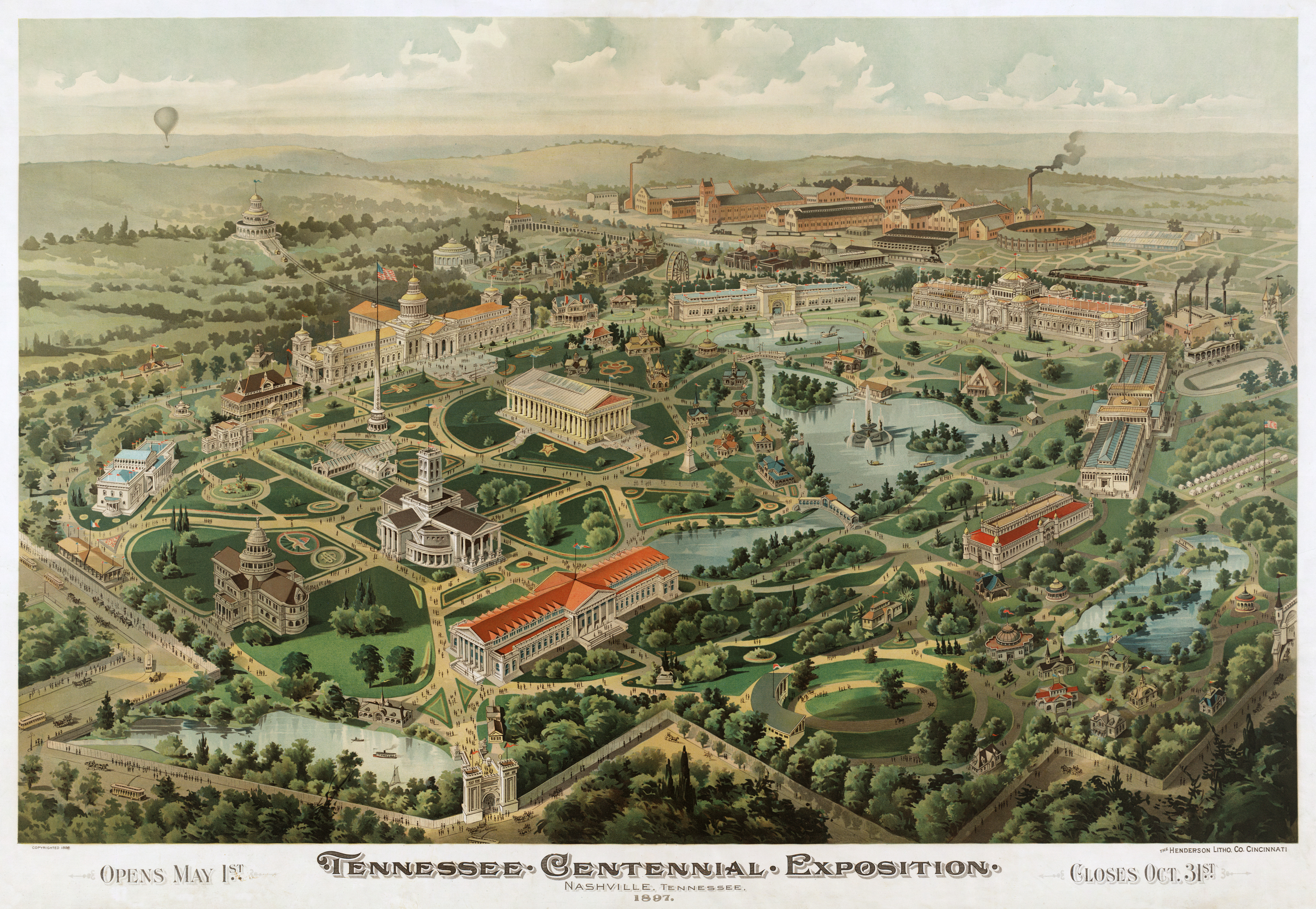
万博全体図。 1896年、The Henderson Litho Co.による多色刷

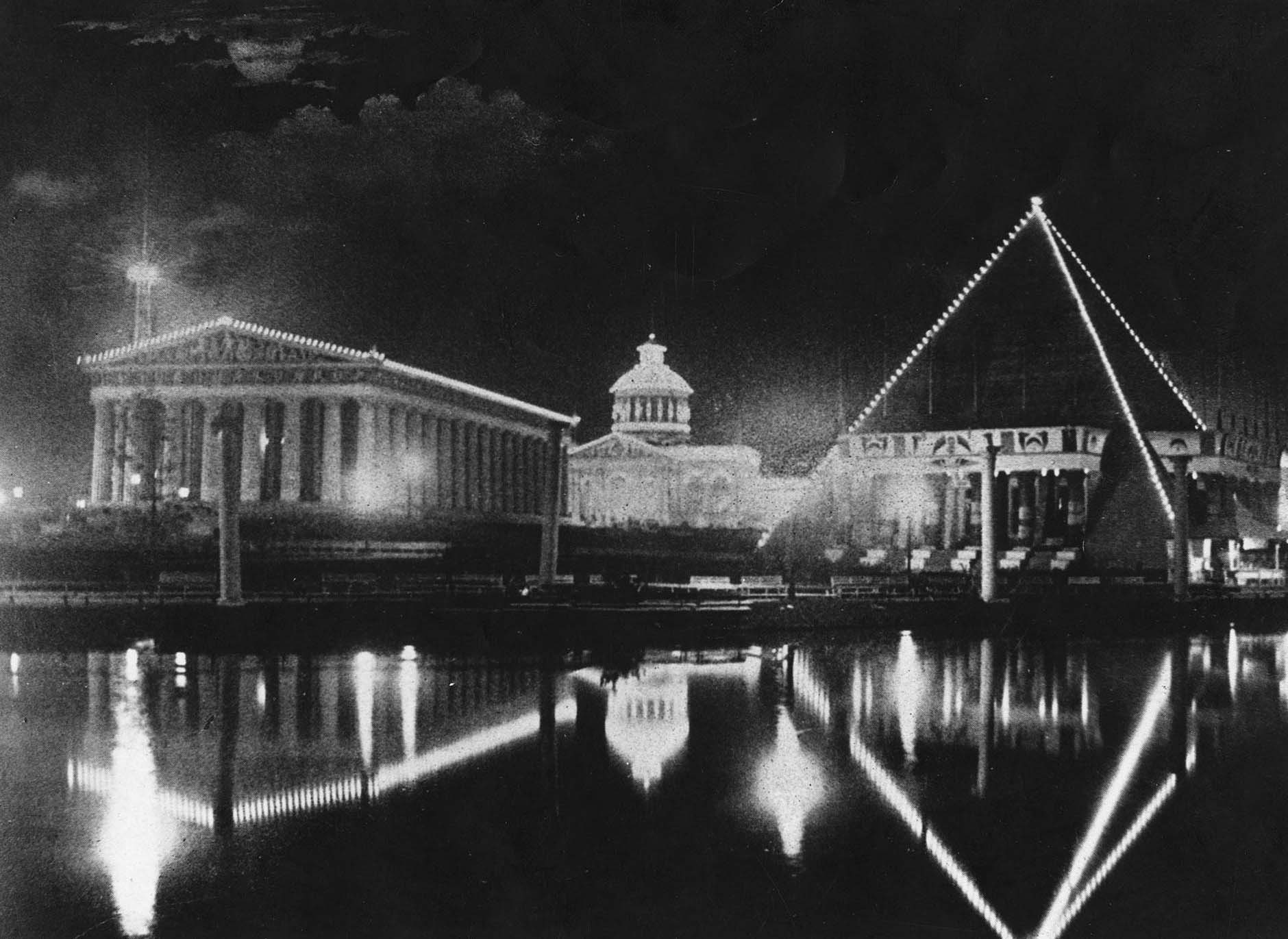
ワトウガ湖越しの夜間のナッシュビル・ブースとメンフィス・ブース。後方は貿易ビル

テネシー州制100周年記念万国博覧会 (Tennessee Centennial and International Exposition ) は、1897年5月1日から10月31日までアメリカ合衆国テネシー州ナッシュビルで行われた博覧会。1796年に合衆国に加盟し「テネシー州」となってから100周年を記念し、その翌年に行われた。

## 経緯
1893年のシカゴ万国博覧会の成功により、計画が検討された。州制100周年は1896年であったが、全米の不景気および州内各所の反対に遭ったため1年遅れの開催となった。ウィリアム・マッキンリー大統領の来訪予定が翌月だったため、1897年5月1日正午、ホワイトハウスから開会を宣言した。6月、マッキンリー大統領は妻を伴い来訪し、ジョン・フィリップ・スーザ率いるバンドが演奏した。9月にはフローラル・パレードが行われ、バラ、朝顔、スミレ、デイジー、菊などで飾られた馬がひく馬車85台が登場した。
100周年万博は6ヶ月で180万人が来場して大成功をおさめ、現在も州最大のイベントの1つとされている。他の万博と違って負債はなかったが、直接的利潤は50ドル以下であった。

## パビリオン
市の東端を走る路面電車を使用するのに便利な場所に多くの市町村や組織がビルやホールを建てた。もっとも際立った建物はナッシュビルのブースと州内でライバルであるメンフィスのブースであった。ナッシュビルは「南部のアテネ」と呼ばれているため、ギリシャのパルテノン神殿にならい等身大レプリカを設立した。メンフィスのブースはエジプトのメンフィスから名付けられたため、巨大ピラミッドを設立した。
メキシコ村のほか、ネブラスカの草作りの家の隣にキューバ村があり、アルハンブラ宮殿の再現の向かいにプランテーションがあり、ゲティスバーグの戦いを描いたパノラマの隣に生活様式を実際に見せる中国村があった。高さ22メートルで両端に20名ずつ乗れる箱のついた巨大シーソーがあり、会場全体を見渡すことができた。テネシー大学のブースでは当時最新であったX線の技術についての展示を行なった。エレクトリック・シーニック・シアターではトーマス・エジソンが『エディソンズ・ミラージュ』などの短編映画を上映した。他にニグロ・パビリオン、ワトウガ湖(現存)の上を渡るゴンドラ、ベリーダンスを披露するエジプシャン・パビリオンなどがあった。

## 万博後
パルテノン神殿のレプリカはこの万博から唯一残され、現在も観光地として親しまれている。万博の監督であったユージン・キャスナー・ルイス少佐はテネシー州制100周年を記念してナッシュビルにパルテノン神殿を恒久的に残すことを提案した。ルイスはナッシュビル・チャタヌーガ・セントルイス鉄道の土木主任技師でもあった。1920年から1931年、ナッシュビルのパルテノン神殿は臨時の建物から同じ場所に恒久的な建物に建て替えられ、万博の土地はセンテニアル・パークとなり、パルテノン神殿は中に美術館を備え現存している。1990年代、メンフィスはミシシッピ川沿岸に巨大なピラミッド型のピラミッド・アリーナを設立した。